# Ludo Peeters
Ludo Peeters, född den 9 augusti 1953 i Hoogstraten, är en belgisk före detta landsvägscyklist som var professionell från 1974 till 1990. Bland hans meriter kan nämnas dubbla segrar i Paris–Tours (1983, 1985), Paris–Bryssel (1977, 1979), Rund um den Henninger Turm (1982, 1983) och Scheldeprijs (1980, 1984). Därtill vann han även Züri Metzgete (1985) och Kuurne–Bryssel–Kuurne (1987), samt tre etapper i Tour de France, utöver att han var totalvinnare av Belgien runt (1985) och Luxemburg runt (1978).

## Meriter
|  | 1974 2:a totalt i Polen runt Vinnare av etapp 10 1975 2:a i Grand Prix de Fourmies 3:a i Nationale Sluitingsprijs 1976 Vinnare av Omloop van de Vlaamse Scheldeboorden Vinnare av prologen i Tour de Luxembourg 2:a totalt i Ronde van Nederland 10:a i La Flèche Wallonne 10:a i Tour du Haut Var 1977 Vinnare av Paris–Bryssel Vinnare av Omloop Mandel-Leie-Schelde Vinnare av prologen i Grand Prix du Midi Libre Vinnare av etapp 1 i Tour de l'Aude 2:a i Scheldeprijs 3:a i Omloop Het Volk 4:a totalt i Tour de Luxembourg 5:a i Ronde van Nederland Vinnare av etapp 4 5:a totalt i Grand Prix du Midi Libre Vinnare av prologen 7:a totalt i Dunkerques fyradagars 7:a i GP de Fourmies 8:a i Gent–Wevelgem 1978 Vinnare av Schaal Sels Vinnare totalt av Tour de Luxembourg 3:a i Brabantse Pijl 5:a i Gent–Wevelgem 6:a totalt i Tour of Belgium 10:a i Paris–Bryssel 10:a i Liège–Bastogne–Liège 1979 Vinnare av Paris–Bryssel Vinnare av Druivenkoers Overijse Vinnare av Omloop Mandel-Leie-Schelde 4:a i Grote Prijs Jef Scherens 4:a i GP de Fourmies 6:a i Giro di Lombardia 6:a totalt i Deutschland Tour 10:a totalt i Ronde van Nederland | 1980 Vinnare av Scheldeprijs Vinnare av Omloop van het Leiedal Vinnare av etapp 10a i Tour de Suisse Vinnare av etapp 4b i Tour of Belgium 2:a i Giro della Romagna 2:a i Herinneringsprijs Dokter Tistaert 2:a i Trofeo Baracchi 2:a i Kuurne–Bryssel–Kuurne 2:a i Trofeo Baracchi (med Theo de Rooij) 3:a i Giro di Lombardia 8:a totalt i Tour de France Vinnare av etapp 14 Vinnare av kombinationstävlingen 9:a i Paris–Roubaix 1981 Vinnare av Omloop van het Leiedal Vinnare av etapp 2 i Tour de Romandie Vinnare av etapp 7b i Volta a Catalunya 3:a totalt i Grand Prix du Midi Libre 4:a i Liège–Bastogne–Liège 5:a i Kampioenschap van Vlaanderen 5:a i Heist-op-den-Berg 7:a i Gent–Wevelgem 1982 Vinnare av Rund um den Henninger Turm Vinnare av etapp 1 i Tour de France Vinnare av etapprna 3 och 6 i Volta a Catalunya 3:a totalt i Deutschland Tour 5:a i Bordeaux–Paris 5:a i Druivenkoers Overijse 7:a i Paris–Tours 7:a i Amstel Gold Race 8:a i Paris–Roubaix 1983 Vinnare av Rund um den Henninger Turm Vinnare av Paris–Tours Vinnare av GP Raymond Impanis Vinnare av Dwars door West-Vlaanderen Vinnare av etapperna 2 och 4 i Volta a Catalunya Vinnare av etapp 4 i Setmana Catalana de Ciclisme 2:a i Ronde van Vlaanderen 3:a i Giro del Lazio 4:a i Brabantse Pijl 5:a i Grand Prix de Wallonie 6:a i Super Prestige Pernod 6:a totalt i Dunkerques fyradagars 6:a i Ronde van Limburg 9:a i Gent–Wevelgem 10:a i Omloop Het Volk 10:a totalt i Étoile de Bessèges Vinnare av etapp 2 | 1984 Vinnare av Scheldeprijs 2:a i Giro di Lombardia 3:a i Omloop Het Volk 5:a i Grand Prix de Wallonie 7:a i Rund um den Henninger Turm 7:a i E3 Harelbeke 7:a i GP Raymond Impanis 1985 Vinnare totalt av Tour of Belgium Vinnare av etapp 1 Vinnare av Züri Metzgete Vinnare av Paris–Tours 5:a totalt i GP du Midi-Libre 7:a i Amstel Gold Race 8:a i Critérium des As 8:a i Grand Prix de Wallonie 10:a totalt i Tour de l'Aude Vinnare av etapp 2 1986 Vinnare av etapp 7 i Tour de France 5:a i Paris–Roubaix 6:a i Gent–Wevelgem 7:a i Clasica San Sebastian 9:a i Linjelopp vid Världsmästerskapen 1987 Vinnare av Kuurne–Bryssel–Kuurne 9:a i Ronde van Vlaanderen 9:a totalt i GP du Midi-Libre 9:a i Gent–Wevelgem 1988 4:a i Gent–Wevelgem 8:a totalt i Étoile de Bessèges 9:a i Clasica San Sebastian 10:a totalt i Postgirot Open 1989 Vinnare av Omloop van het Leiedal 3:a i Circuit des Frontières 8:a i Omloop Het Volk 10:a i Rund um den Henninger Turm 1990 4:a i Rund um Köln |